# エスカレート
| ウィキペディアには「エスカレート」という見出しの百科事典記事はありません（タイトルに「エスカレート」を含むページの一覧/「エスカレート」で始まるページの一覧）。 代わりにウィクショナリーのページ「escalate」が役に立つかもしれません。 |